# Вуберн (Массачусетс)
Вуберн (англ. Woburn) — місто (англ. city) в США, в окрузі Міддлсекс штату Массачусетс. Населення — 40 876 осіб (2020).

## Географія
Вуберн розміщений за координатами 42°29′19″ пн. ш. 71°9′16″ зх. д. / 42.48861° пн. ш. 71.15444° зх. д. (42.488659, -71.154425).  За даними Бюро перепису населення США в 2010 році місто мало площу 33,53 км², з яких 32,72 км² складає суходіл і 0,81 км² — водойми.

## Демографія
Згідно з переписом 2010 року, у місті мешкало 38 120 осіб у 15 524 домогосподарствах у складі 9828 родин. Густота населення становила 1137 осіб/км².  Було 16309 помешкань (486/км²).
Расовий склад населення:
| - 84,2 % — білих - 7,3 % — азіатів - 4,2 % — чорних або афроамериканців - 0,2 % — корінних американців - 2,2 % — осіб інших рас |

До двох чи більше рас належало 2,0 %. Частка іспаномовних становила 4,5 % від усіх жителів.
За віковим діапазоном населення розподілялося таким чином: 19,8 % — особи молодші 18 років, 64,3 % — особи у віці 18—64 років, 15,9 % — особи у віці 65 років та старші. Медіана віку мешканця становила 40,5 року. На 100 осіб жіночої статі у місті припадало 93,8 чоловіків;  на 100 жінок у віці від 18 років та старших — 92,0 чоловіків також старших 18 років.
Середній дохід на одне домашнє господарство  становив 90 510 доларів США (медіана — 78 750), а середній дохід на одну сім'ю — 104 997 доларів (медіана — 97 015). Медіана доходів становила 61 655 доларів для чоловіків та 50 060 доларів для жінок. За межею бідності перебувало 7,5 % осіб, у тому числі 12,2 % дітей у віці до 18 років та 9,0 % осіб у віці 65 років та старших.
Цивільне працевлаштоване населення становило 21 673 особи. Основні галузі зайнятості: освіта, охорона здоров'я та соціальна допомога — 24,5 %, науковці, спеціалісти, менеджери — 13,8 %, роздрібна торгівля — 11,2 %, виробництво — 8,8 %.